# Horcajo de Santiago
Horcajo de Santiago es un municipio y localidad española de la provincia de Cuenca, en la comunidad autónoma de Castilla-La Mancha. Cuenta con una población de 3542 habitantes (INE 2017).

## Toponimia
La parte antigua de la población se sitúa a caballo de una loma o altura que desciende hacia dos vegas o cañadas, de forma que queda en parte sobre el cerro y el resto en sus faldas hacia dos arroyos, llamados Cantarranas o Almanzor, y Albardana.
El sobrenombre de Santiago manifiesta dependencia de señorío secular, eclesiástico y de orden militar a la Orden de Santiago, la cual tenía sede en el próximo pueblo de Uclés.

## Demografía
Horcajo de Santiago cuenta con una población de 3754 habitantes (INE 2024).
| Gráfica de evolución demográfica de Horcajo de Santiago entre 1842 y 2021                                           |
| |
| Población de derecho según los censos de población del INE Población de hecho según los censos de población del INE |

## Economía

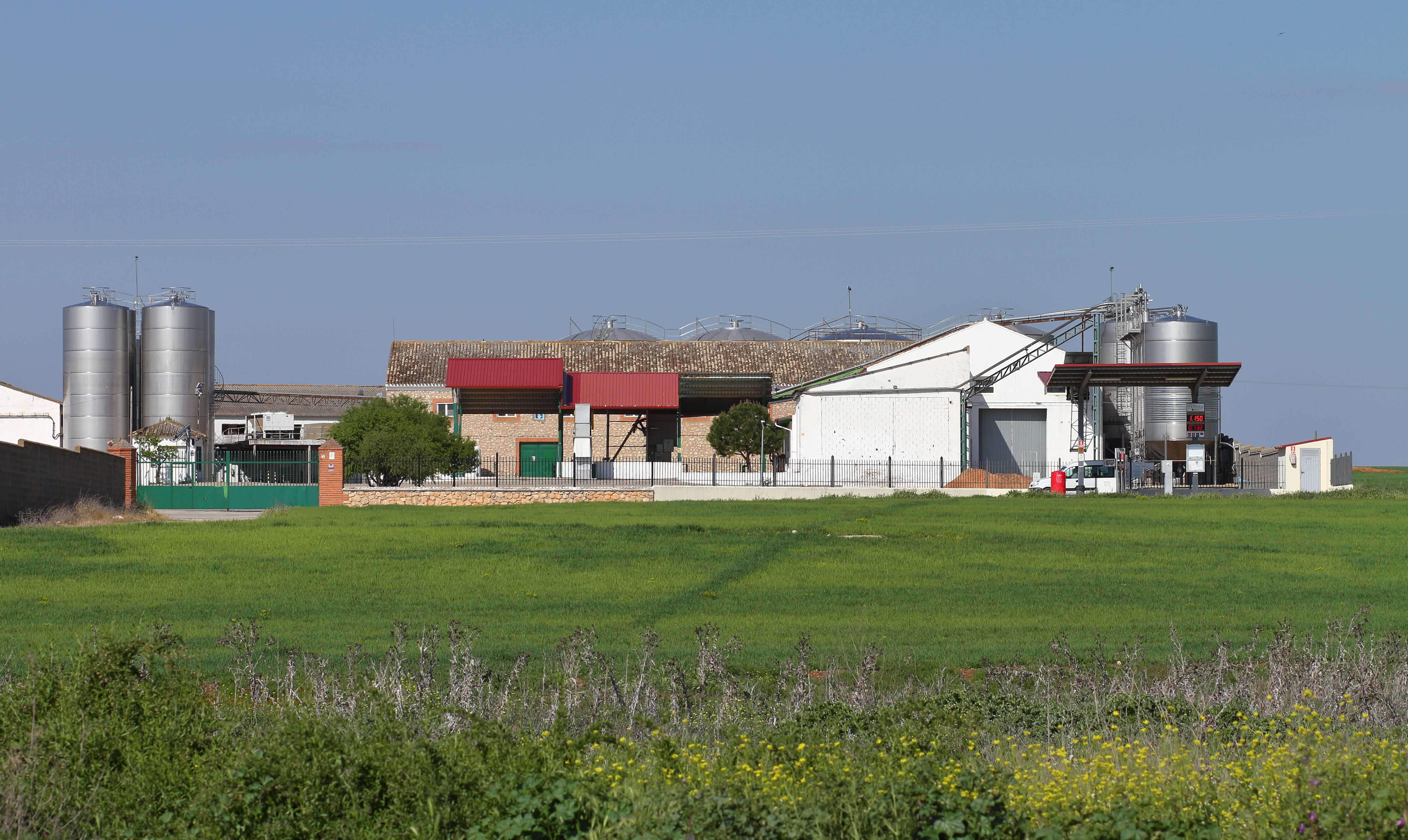
Cooperativa agrícola

Horcajo de Santiago tiene una población activa superior a las tres mil personas, aunque está bajando en estos momentos por la crisis. La mayoría se dedica a actividades laborales y económicas relacionadas con el sector de la construcción y relacionados con este. El sector industrial es escaso, estando limitado a pequeñas empresas familiares. Por otro lado, se está recuperando el interés por la actividad agrícola y ganadera dejada a un lado hace décadas.

## Administración
| Periodo   | Nombre                     | Partido        |
| --------- | -------------------------- | -------------- |
| 1979-1983 | Julián Valbuena Serrano    | UCD            |
| 1983-1987 | Julián Valbuena Serrano    | Independientes |
| 1987-1991 | Julián Valbuena Serrano    | PP             |
| 1991-1995 | José López López           | PSOE           |
| 1995-1999 | Julián Valbuena Serrano    | PP             |
| 1999-2003 | Ramón Montalvo Potenciano  | PP             |
| 2003-2007 | Ramón Montalvo Potenciano  | PP             |
| 2007-2011 | José Joaquín López Peinado | PSOE           |
| 2011-2015 | Pedro Jesús Martínez Ortiz | PP             |
| 2015-2019 | María Roldán García        | PP             |
| 2019-2023 | María Roldán García        | PP             |

## Educación y cultura

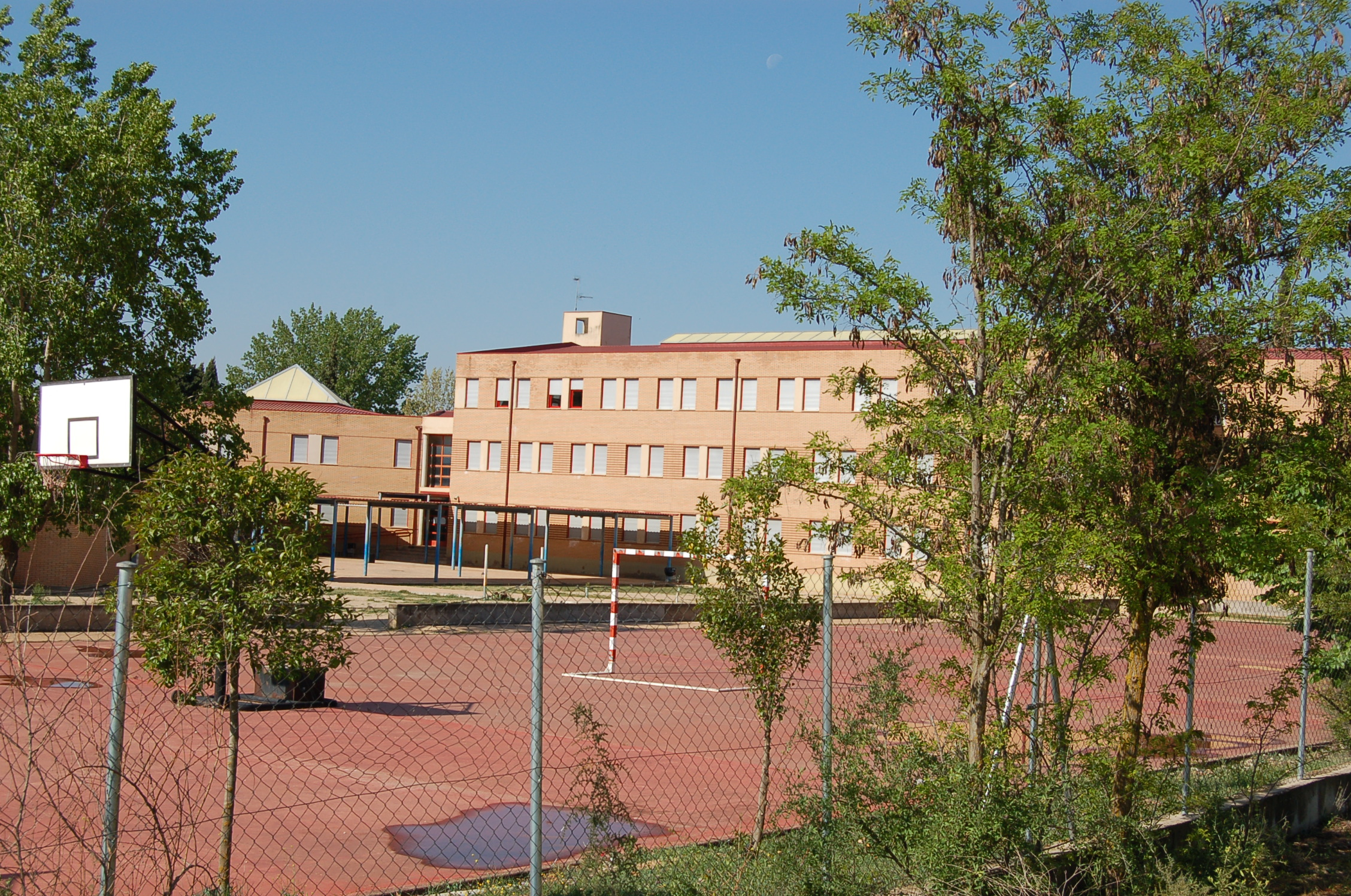
Instituto Orden de Santiago

La localidad cuenta con la Escuela de Educación Infantil Hervás y Panduro (Primer Ciclo de Infantil), el Colegio de Educación Infantil y Primaria José Montalvo, y el Instituto de Educación Secundaria Orden de Santiago (ESO y Bachillerato).
Está creado el Consejo Escolar Municipal que se reúne con cierta periodicidad y en el que se analiza la situación educativa del municipio. La población cuenta con otros servicios municipales como biblioteca, sala de internet, escuela de música, centro joven y diferentes instalaciones deportivas donde se llevan a cabo distintas actividades programadas por estas entidades.

## Fiestas
Feria y Fiestas de septiembre
Las ferias de Horcajo de Santiago se celebran durante los días más cercanos al 14 de septiembre. Sus orígenes se remontan al siglo XVIII con motivo de la aparición de una imagen del Santísimo Cristo de los Aparecidos en la iglesia parroquial, por ello Felipe V otorgó por Real Decreto el privilegio de celebrar las “Ferias Francas”.  En el pasado, esta feria tuvo una notable relevancia en el ámbito regional, al comercializarse todo tipo de aperos y semovientes para la agricultura y ganadería. Actualmente destacan las verbenas nocturnas y los festejos taurinos con corridas de toros, rejones y novilladas. Además se celebra una Feria Provincial de Artesanía que cada año va tomando más renombre, celebrándose durante todo el día del sábado que coincide con la feria.   
Festividad del vítor

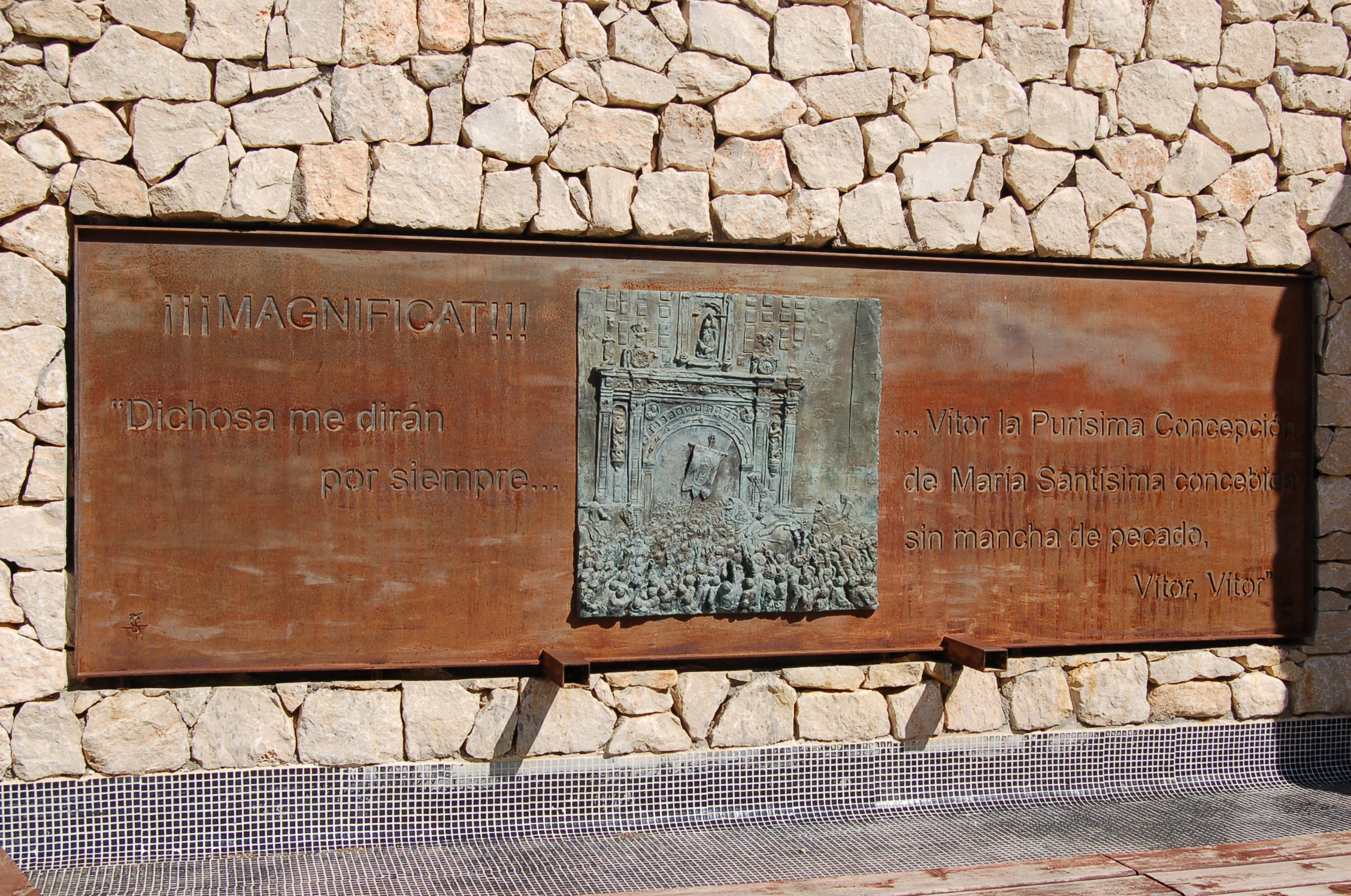
Placa con el texto del vítor

Son las fiestas patronales del pueblo en honor a la Inmaculada Concepción y están declaradas de interés turístico regional. El día 29 de noviembre dan comienzo las novenas. Al término de cada novena se reza la salve y posteriormente se vitorea diciendo: ¡VÍTOR LA PURÍSIMA CONCEPCIÓN DE MARÍA SANTÍSIMA CONCEBIDA SIN MANCHA DE PECADO! ¡VÍTOR, VÍTOR, VÍTOR! El día 7 de diciembre se celebra la ofrenda de flores a la Inmaculada por la mañana y a las 5 de la tarde es la última novena. A las 8 de la tarde la iglesia se encuentra a rebosar de horcajeños y es entonces cuando se canta la salve. Al término de esta salve, el estandarte de la Inmaculada de la puerta de la sacristía es aclamado por los horcajeños que lo vitorean durante dos horas, tiempo que tarda la sagrada insignia en llegar a la calle donde la esperan tres caballeros que la portarán hasta la tarde del día siguiente. El estandarte recorre todo el pueblo con incesantes aclamaciones. Los caballeros bajarán de sus cabalgaduras en cada una de las cinco ermitas del municipio para descansar. En las puertas de las casas se ofrecen dulces, cafés y caldos para los acompañantes de la comitiva. Durante este día en las casas horcajeñas se suelen comer rosquillos, magdalenas y pipirrana. Los caballeros encararán el estandarte de la Inmaculada a las personas mayores que lo esperan en las puertas o ventanas de sus casas. Sobre las 6 o 7 de la tarde del día 8 de diciembre el estandarte llega de nuevo a la iglesia donde finaliza la singular procesión del vítor entre lloros y vítores de los horcajeños que no quieren esperar a otro año. Este mismo día por la noche sale la imagen de la Inmaculada Concepción por las calles del pueblo en la carroza acompañada de la banda de música y su hermandad. Al día siguiente, el 9 de diciembre, se celebra una misa en honor a los difuntos de la parroquia que nos dejaron la herencia del vítor. Este mismo día por la tarde suele haber un espectáculo musical en la Casa de la Cultura.
Fiesta de la Virgen del Carmen

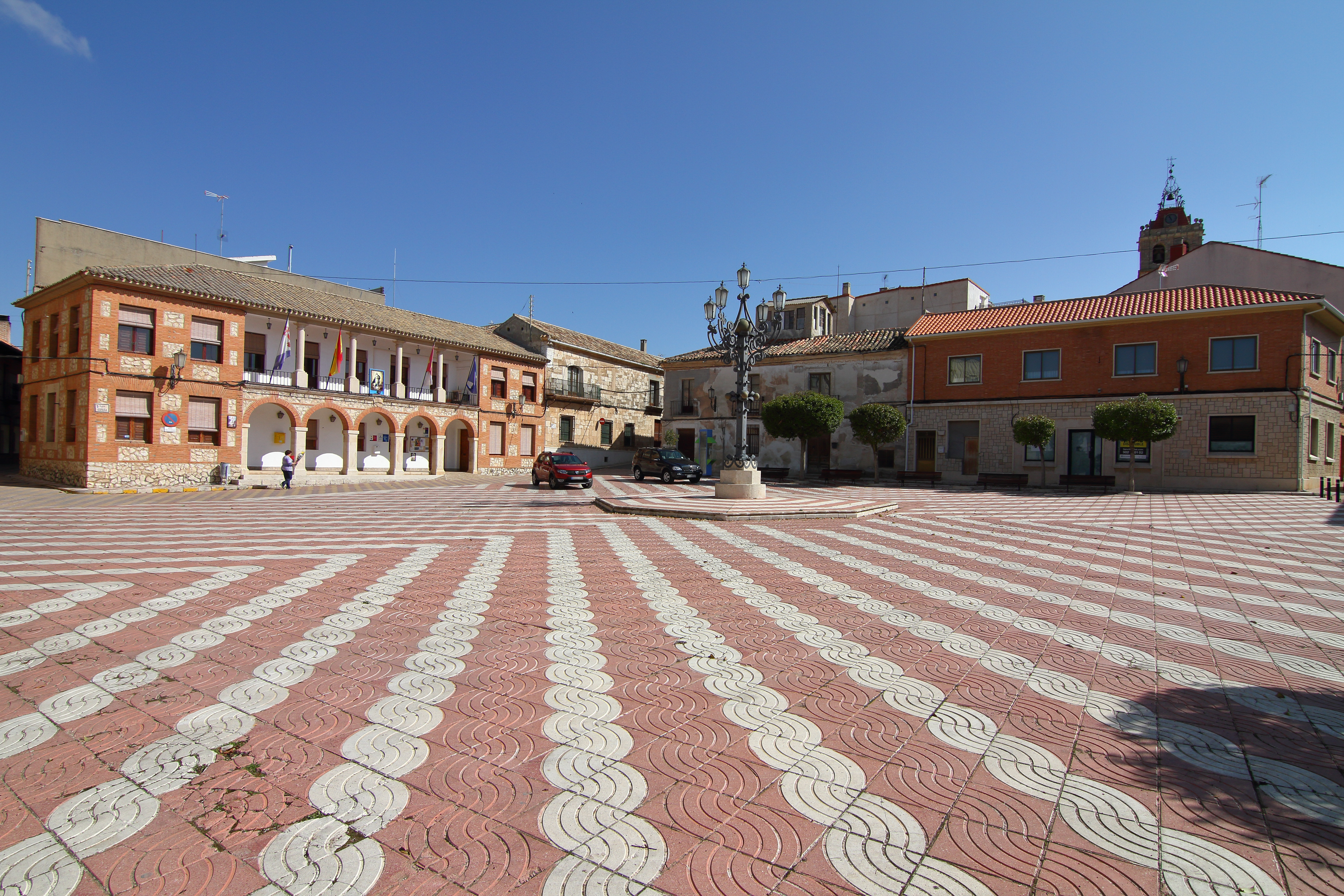
Plaza de España

Estas fiestas se celebran el fin de semana más próximo al día 16 de julio. El sábado a las 11 de la noche se le canta la salve a la Virgen en su ermita. A continuación, se prende en la explanada del mercadillo un castillo de fuegos artificiales. Posteriormente, da comienzo la verbena en los alrededores de la ermita, amenizada por una orquesta y donde se invita a zurra a todos los asistentes. Vienen atracciones y puestos de almendras garrapiñadas. Al día siguiente, domingo, se celebra una eucaristía a las puertas de la ermita presidida por la imagen de Nuestra Señora. Al término de la eucaristía da comienzo la procesión con la imagen de la Virgen por las calles del barrio de 'El Arrabal', donde está la ermita. A la vuelta de la procesión a la ermita se prende una traca y finaliza la procesión. El lunes por la mañana temprano se celebra una misa en honor a los difuntos devotos de la Virgen del Carmen.
Semana Santa

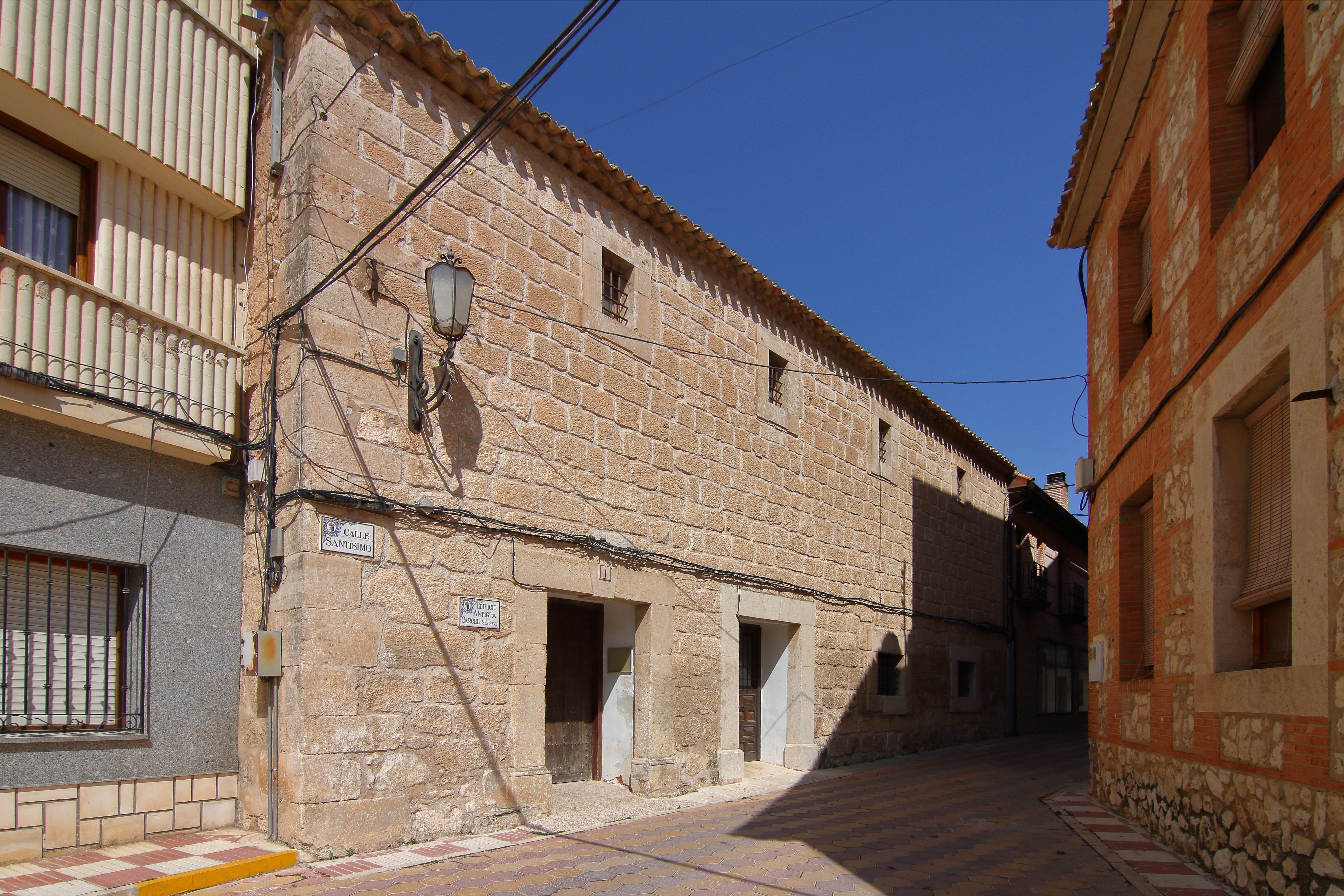
Antigua cárcel

El Viernes de Dolores se realiza una procesión con la imagen de la Virgen de las Angustias desde la ermita del Rosario hasta la iglesia parroquial. Es muy emocionante la salida del paso de las Angustias por la pequeña puerta de la ermita del Rosario. El Domingo de Ramos se bendicen las palmas y ramos de olivo en la ermita del Rosario, y desde allí parte la procesión con la imagen de Jesús en la borriquilla hasta la parroquia donde se celebra la santa misa. El martes santo se celebra la procesión de los niños. La procesión la encabeza el Niño del Remedio seguido de todos los pasos titulares de las hermandades de Horcajo a escala. El miércoles santo se realiza la procesión de la Virgen de la Soledad, portada solamente por mujeres. El Jueves Santo a las 6 de la tarde se celebra la Cena del Señor en la parroquia. A las 9 de la noche se inicia la procesión del prendimiento con Jesús de Medinaceli, el Amarrado a la Columna, el Nazareno y la Soledad. A la media noche tiene lugar la hora santa. El Viernes Santo a las 10 de la mañana se inicia la procesión de los pasos por la calle de las Cruces hasta llegar al Calvario y de nuevo a la iglesia. Se sacan a la calle al Amarrado a la Columna, el Nazareno, Cristo Crucificado, la Soledad y la Virgen de las Angustias. A las cinco de la tarde tiene lugar la celebración de la muerte del Señor y a continuación sale la procesión del Santo Entierro con las imágenes de la Virgen de las Angustias, el Cristo Yacente en una urna de cristal y la Soledad. Al llegar a la ermita del Rosario, el paso de las Angustias se recoge en ella y en poco más adelante Jesús se queda en la capilla del sepulcro, volviendo a la iglesia la imagen de la Virgen de la Soledad. El Domingo de Resurrección a las 8 de la mañana se lleva corriendo a la plaza por distintos recorridos las imágenes del Resucitado y la Virgen María con mantilla negra. En la plaza se encuentran las dos imágenes, quitándose a la Virgen la mantilla negra y prendiéndose una gran traca. Ese día se juntan las pandillas de amigos y comen en el campo o en corralizas.

## Gastronomía
- Tortillas de san Sebastián: para poder cumplir la vigilia que como voto de villa hizo el pueblo a san Sebastián, fue necesario elaborar un elemento especial que no tuviera carne o sangre procedente de ninguna clase animal. Están cocinadas solamente con productos vegetales: harina de trigo amasada con aceite de oliva y frita en sartén. Tienen la forma de tortilla en proporciones finas. Se hacen para el 20 de enero y se comen con chocolate como único alimento base.
- Muertos de san Blas: se hacen para el tres de febrero (el día de san Blas) para merendar en el campo con los niños. Son tortas de fabricación casera con manteca o aceite y un chorizo o un huevo colocado en una orilla (el 'muerto').
- Rosquillos de la Virgen: su fecha principal es la fiesta del vítor. Son fabricados artesanalmente en la casa. Los ingredientes son: aceite, aguardiente, harina, raspadura de limón y azúcar. En estas fechas, lo que no puede faltar en ninguna casa de Horcajo son los rosquillos y el aguardiente.
- Rosco de los Santos: hecho con masa de tortas y mosto. La tradición dice que quien ha sido madrina o padrino de pila, regala un rosco a su ahijado/-a hasta que este cumple la mayoría de edad.
- Hornazo de Resurrección: se come en la merienda que se hace el Domingo de Resurrección en el campo (tradición). Es torta guarnecida de huevos duros. En este día, son famosos los "peleles" hechos por las chicas y quitados por los chicos.
- Gachas de matanza: son típicas el día de la matanza del cerdo. Es una comida familiar hecha con harina de almortas, alcaravea, pimentón, grasa de cerdo, setas, etc.
- Pipirrana: plato típico entre sus ingredientes se incluyen aves, embutidos de buena calidad, bacalao en salazón, oreja de cerdo, setas, aderezado con laurel, ajo, pimienta negra, cebolla, tomate seco y pimiento picante.
- Cochifrito: comida utilizada en reuniones principalmente. Consiste en carne de cordero pascual, frita, aderezada con vino blanco y sus correspondientes especias (ajo, pimienta, cebolla, laurel, etc.)
- Arrope: bebida que debido a su excesiva concentración, se puede utilizar como licor, demasiado dulce y fuerte en graduación. Más bien, se suele tomar con pan.
- Magdalenas: bollo típico elaborado por los artesanos de Horcajo durante mucho tiempo.
- Zurra: es un refresco de fabricación casera compuesto por vino tinto al que se le añade cola, refresco de limón, licores sin alcohol, whisky, azúcar disuelta en agua y trozos de fruta.